# A Taste of Honey (canción)
«A Taste of Honey» —en español: «un gusto a miel»— es una canción pop escrita por Bobby Scott y Ric Marlow. Era originalmente una pista instrumental (o tema recurrente) escrita para la versión musical de Broadway de 1960 de una obra teatral británica de 1958 titulada A Taste of Honey (que también fue llevada al cine con el mismo nombre en 1961). Tanto esta versión como la hecha posteriormente por Herb Alpert en 1965, hizo que el tema ganara sus respectivos premios Grammy. Una versión vocal de la canción, grabada primeramente por el cantante estadounidense Lenny Welch en 1962, se hizo popular al ser grabada por The Beatles en 1963. 

## Versión original de Bobby Scott
Las grabaciones originales de los temas «A Taste of Honey (First Act Theme)», «A Taste of Honey (Refrain)» y «A Taste of Honey (Closing Theme)» aparecieron en el álbum de Bobby Scott A Taste of Honey, editado por Atlantic Records en 1960, y que contenía la música que Scott había compuesto para el musical de Broadway de mismo nombre. Después de ser usada en la película homónima, la composición ganó el reconocimiento al Mejor Tema Instrumental en los Premios Grammy de 1963.

## Versión de Lenny Welch
Lenny Welch grabó la primera versión vocal. Fue lanzada como sencillo en septiembre de 1962 e incluida en su álbum de 1963 Since I Fell for You. En esta versión también se acreditaba a Lee Morris como escritor, pero no se sabe si fue él quien proporcionó la letra. 

## Versión de The Beatles
The Beatles interpretaron la canción durante su repertorio en vivo de 1962, inspirándose en la de Lenny Welch, pero cambiando ligeramente la letra en el coro. Una versión de este tiempo aparecería en 1977 en el álbum Live! at the Star-Club in Hamburg, Germany; 1962. Dado que, en esa época, una versión instrumental interpretada por el clarinetista inglés Acker Bilk estaba siendo popular en el Reino Unido, se eligió el tema para que fuera grabado por The Beatles con destino a su álbum de debut Please Please Me, de 1963, en donde la voz principal de Paul McCartney se doblaría, en el puente de la canción, a dos pistas - la primera de varias canciones que The Beatles grabarían de esta forma. The Beatles también interpretaron «A Taste of Honey» en siete ocasiones para programas de radio de la BBC, incluyendo Here We Go, Side by Side y  Easy Beat. En 1967, Paul McCartney escribiría «Your Mother Should Know» basada en una línea tomada del guion de la obra musical. 

### Personal
El personal utilizado en la grabación de la canción fue el siguiente:
The Beatles
- Paul McCartney – voz principal (doblada a dos pistas), bajo (Höfner 500/1 61´).
- John Lennon – armonía vocal, guitarra acústica (Gibson J-160e).
- George Harrison – armonía vocal, guitarra acústica (Gibson J-160e enchufada).
- Ringo Starr – batería (Premier Duroplastic Mahoganny).

Equipo de producción
- George Martin – producción
- Norman Smith – ingeniería de sonido

## Versión de Herb Alpert
Herb Alpert & the Tijuana Brass grabaron la versión instrumental más popular de esta canción en su álbum de 1965 Whipped Cream & Other Delights. Esta versión estuvo cinco semanas en el n.º 1 de la lista de la música ligera, alcanzó el n.º 7 en la lista Billboard Hot 100, y ganó tres premios, incluido el del Disco del Año, en los Premios Grammy de 1966.

## Versión de Emerson, Lake & Palmer
- Keith Emerson – piano
- Greg Lake – bajo, voz
- Carl Palmer – batería

## Otras versiones
- Acker Bilk lanzó una versión en el Reino Unido en enero de 1963, alcanzando el puesto n.º 16 en la lista británica.
- Paul Desmond la grabó en su álbum Glad to be Unhappy en 1963.
- Sarah Vaughan grabó la canción como el tema principal de su álbum de 1963 Sarah Sings Soulfully.
- Barbra Streisand grabó la canción para su álbum debut como solista, The Barbra Streisand Album, lanzado en 1963.
- Omar Nahuel incluyó la canción en el disco homónimo de su banda, «Nahuel Jazz Quartet», de 1963.
- The Village ￼Stompers incluyeron la canción en su álbum homónimo «A Taste of Honey (and Other Goodies)» en 1966
- La popular cantante de jazz Lizz Wright incluyó esta canción en su álbum de 2005 Dreaming Wide Awake.
- The Hollies hicieron lo suyo también en 1969
- The Supremes and The Four Tops hicieron una versión de esta canción en 1970, como parte de su álbum The Magnificent  7 .